# 5427 Jensmartin
5427 Jensmartin eller 1986 JQ är en asteroid i huvudbältet, som upptäcktes 13 maj 1986 av den danska astronomen Poul Jensen vid Brorfelde-observatoriet. Den är uppkallad efter den danske astrofysikern Jens Martin Knudsen.
Den har den diameter på ungefär 3 kilometer och den tillhör asteroidgruppen Hungaria.